# Divette (fleuve)
Pour les articles homonymes, voir Divette.
La Divette ou anciennement l'Yvette, à ne pas confondre avec l'Yvette qui coule dans la vallée de Chevreuse, en région parisienne, est un fleuve côtier qui prend sa source sur la commune de Bricquebosq, près de Cherbourg-en-Cotentin, dans le département de la Manche, en amont du village de Hertot.

## Hydronymie
Son nom est l'un des rares noms gallo-romains ayant survécu dans la presqu'île.

## Géographie
La longueur de son cours d'eau est de 27,6 km. Depuis Bricqueboscq, la Divette traverse les vallées herbeuses de la Hague (petit pays côtier du Cotentin) en passant dans le parc du château de Sotteville, Virandeville, Teurthéville-Hague, Sideville et Martinvast jusqu'à Octeville et La Glacerie, formant la vallée de Quincampoix, avant de longer l'avenue de Paris à Cherbourg, et d'y recevoir le Trottebec au pont du Roule, pour se jeter dans le canal de retenue et l'estuaire naturel que forme le port de Cherbourg.
À cet endroit, son tracé a d'ailleurs été modifié par les aménagements portuaires et urbains des XVIIIe et XIXe siècles. La rue de l'Ancien-Quai et la place Divette, en centre-ville témoignent de ce changement. C'est là que se trouvait le port au Moyen Âge et à l'époque moderne.
Le bassin de retenue avait été aménagé au XIXe siècle, en raison des marées qui remontaient dans le lit du fleuve et inondaient constamment les anciennes « mielles » (zone sableuse et marécageuse) urbanisées à partir des années 1820. Jugé inutile, il a été comblé en 2005 et son emplacement est en voie d'urbanisation.
Le 5 décembre 2010, la fonte des importantes chutes de neige, conjuguée aux précipitations et à la marée haute provoque l'inondation « historique » de la vallée de Quincampoix et l'avenue de Paris, sous 1,20 à 2 m d'eau.
La Divette n'est pas un fleuve navigable. Elle sort de son lit à Martinvast et à Sideville, où elle est bordée de petits marais.
Elle fournit une grande partie de l'eau potable de Cherbourg-en-Cotentin qui y a construit une usine des eaux au temps de la communauté urbaine.

## Bassin et affluents
Situé au nord-ouest de la péninsule du Cotentin, le bassin de la Divette est bordé à l'ouest par ceux de courts fleuves côtiers dont le ruisseau de Clairefontaine, par le bassin de la Douve au sud et  de la Saire à l'est.
Ses principaux affluents sont :
rive gauche
- le Neretz (prononcer /nere/)
- le Houlbecq[4] (prononcer /ulbe/)

rive droite
- le Nardouet (prononcer /nardwe/)
- le Trottebec (prononcer /trotbe/)